# Elektromekano
AB Elektromekano var ett elektrotekniskt företag i Helsingborg.
Företaget, som tillverkade växelströmsgeneratorer, krafttransformatorer, enfasmotorer samt induktionsregulatorer, hade sitt ursprung i de av greve Eric Ruuth 1798 anlagda Ruuthska bruket. År 1918 erhöll firman namnet Svenska Elektromekaniska Industri AB, vilket 1951 ändrades till AB Elektromekano. Företaget förvärvades 1931 av L.M. Ericsson-koncernen och anslöts 1948 till Asea-koncernen. Ett metallverk för tillverkning av koppartråd, anlagt 1918, överfördes 1953 på ett särskilt bolag, AB Elektrokoppar, vilket tillhörde Asea. Antalet anställda var i början av 1950-talet omkring 1 550. Bland Elektromekanos dotterbolag märktes Graham Brothers AB i Stockholm och AB Edwin Andrén & Co. i Göteborg. Elektromekano fusionerades 1967 med Asea, sedermera ABB.

## Verkställande direktörer
- 1019–1923 Erik Andersson
- 1923–1942 Jens Lassen la Cour
- 1943–1953 Hjalmar Olsson
- 1953–1967 Yngve Falkland